# Andrea Gianolla
Andrea Gianolla (Castelfranco Veneto, 27 gennaio 1965) è un ex cestista italiano.

## Palmarès
- Supercoppa italiana: 1

Scaligera Verona: 1996
- Coppa Korać: 1

Pallacanestro Cantù: 1990-91